# Villamane
Villamane (llamada oficialmente Santa María de Vilamane) es una parroquia y una aldea española del municipio de Becerreá, en la provincia de Lugo, Galicia.

## Historia
Su privilegiada posición ya se tuvo en cuenta en épocas prerromanas, donde se ubicó un castro que fue el primigenio origen de la villa. Alineado con el castro de Cantiz suponía una línea defensiva ante las tribus que se encontraban al otro lado del río Navia.

## Organización territorial
La parroquia está formada por seis entidades de población, constando cinco de ellas en el nomenclátor del Instituto Nacional de Estadística español:
- Airexe
- Bidueiras (As Bidueiras)[5]
- Donín
- Murias
- Riomuíños
- Vilamane

## Demografía

### Parroquia
| Gráfica de evolución demográfica de Villamane (parroquia) entre 2000 y 2019 |
|                                                                             |
| Datos según el nomenclátor publicado por el INE.                            |

### Aldea
| Gráfica de evolución demográfica de Vilamane (aldea) entre 2000 y 2019 |
|                                                                        |
| Datos según el nomenclátor publicado por el INE.                       |